# Punta Atico
La Punta Atico, también conocida como Punta Blanca, es una saliente rocosa situada al sur del Perú en la costa del departamento de Arequipa, que se adentra en aguas del océano Pacífico formando una pequeña y alargada península, unida a la costa por un istmo bajo de arena. Destaca por su gran interés ecológico, pues constituye una gran reserva biológica de numerosas especies de fauna terrestre y marina. Por tal motivo, en el 2009 la punta Atico quedó protegida por ley dentro de la Reserva nacional Sistema de Islas, Islotes y Puntas Guaneras, una reserva natural que protege y conserva muestras representativas de la diversidad biológica de los ecosistemas marino-costeros del Perú.

## Descripción geográfica
La punta Atico se localiza en torno a los 16º 14’ de latitud S y los 73° 41’ de longitud O. Se caracteriza por su forma de «lanza» (angosta primero y luego ancha y en punta), perpendicular a la costa. Por sus características particulares de promontorio peninsular, está constituida por un ramal corto de pequeñas y grandes elevaciones que se desprenden de la cadena de cerros que corren paralelamente a la costa y que entran al mar en dirección suroeste. La punta Atico tiene aproximadamente 1350 m de longitud y una anchura máxima de unos 750 metros.
Esta punta está formada por mogotes, colinas irregulares y piedras puntiagudas de color oscuro salpicadas de manchas blanquecinas, debido a la mezcla de las capas de guano de las aves marinas y la erosión de la superficie rocosa. En el extremo austral de la punta  destaca un grupo de islotes visibles a poca distancia de su orilla, llamados Aparanada y Zaragoza, los cuales tienen a su pie algunas rocas anegadizas.
La punta Atico forma hacia ambos lados, oriental y occidental, zonas apropiadas para tomar fondeadero en aguas profundas y relativamente tranquilas, siendo las condiciones hidrográficas más favorables las situadas en el lado occidental por estar mejor protegida de los efectos del mar y viento. La mayor altitud de la punta alcanza los 52 metros y sobre él se halla instalado el faro Atico —cuyo haz de luz se eleva a 70 m sobre el nivel del mar—, que se utiliza como de guía para las embarcaciones que suelen navegar frente a sus costas.

## Diversidad biológica
La punta Atico es un lugar de gran valor ecológico y paisajístico, en el que habitan especies típicas de ecosistemas marino-costeros, que han encontrado en este lugar una zona de alimentación, reproducción y descanso. Entre las aves marinas presentes en la punta podemos citar al cormorán guanay (Phalacrocorax bougainvillii), la gaviota peruana (Larus belcheri), el pelícano peruano (Pelecanus thagus), el gallinazo cabeza roja (Cathartes aura), el piquero peruano (Sula variegata), gaviota dominicana (Larus dominicanus), entre otras.
En esta punta se han identificado bancos naturales de invertebrados marinos, donde los moluscos y crustáceos son los grupos taxonómicos más representativos. Las comunidades que presentan una considerable abundancia poblacional son la lapa negra (Fissurella latimarginata), la lapa rosada (Fisurella cumingi), el cangrejo peludo (Cancer setosus), el chanque o tolina (Concholepas concholepas), el barquillo (Acanthopleura echinata), el cangrejo violáceo (Platixanthus orbigny) y, finalmente, los equinodermos como el erizo negro (Tetrapigus niger), estrella de mar (Stichaster striatus) y sol de mar (Heliaster helianthus).
En punta Atico existe una importante colonia reproductiva del lobo fino sudamericano (Arctophoca australis), la cual es una de las más grandes de la costa del Perú. Asimismo, podemos encontrar otras especies de mamíferos marinos como la nutria marina (Lontra felina) y el lobo chusco sudamericano (Otaria flavescens), cuya población puede alcanzar más de un millar de individuos.

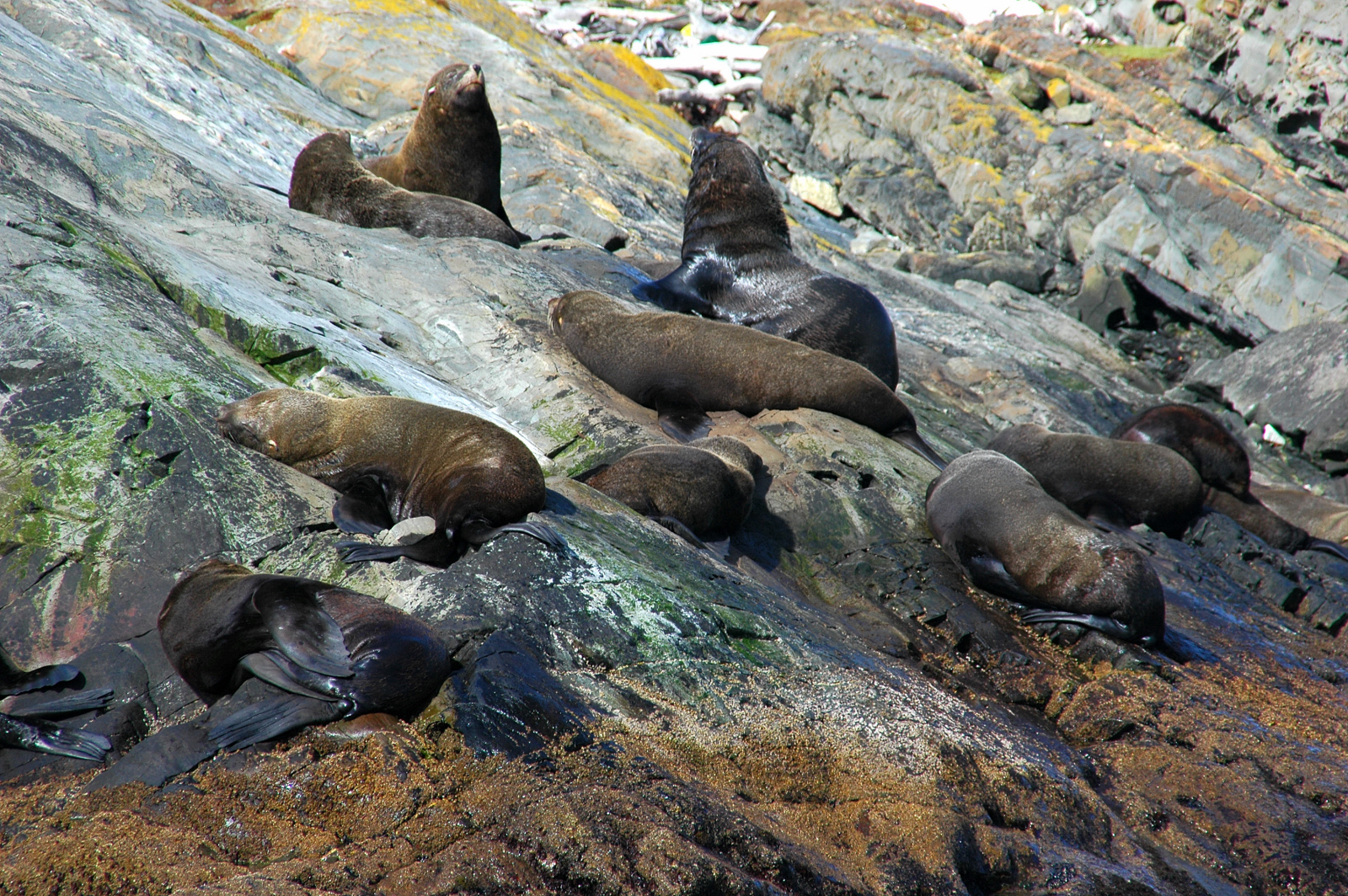
La punta Atico cuenta con una importante colonia reproductiva del lobo fino sudamericano (Arctophoca australis)
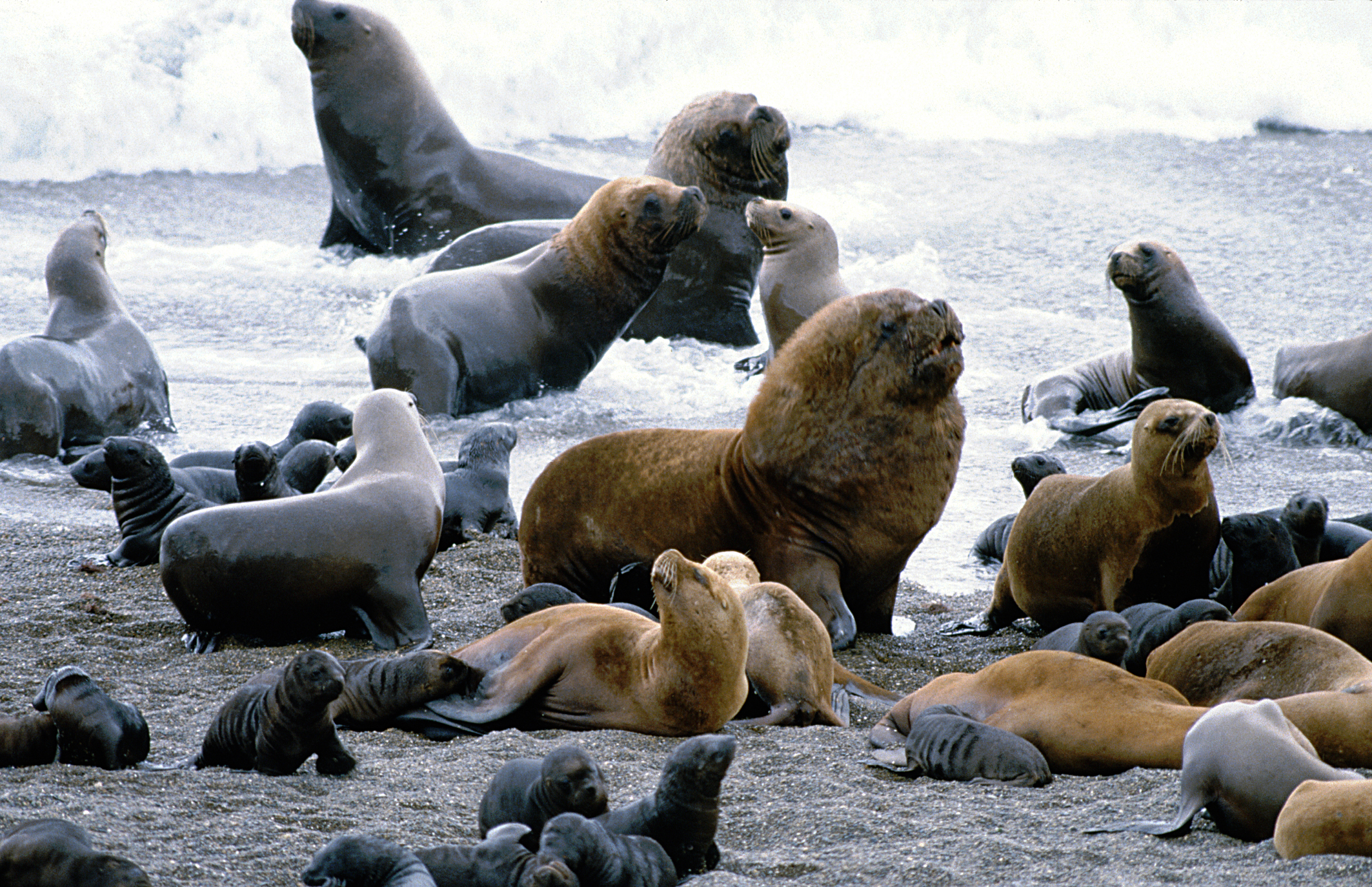
Lobo chusco sudamericano (Otaria flavescens)